# Muhammad Abduh Umar
Sheikh Muhammad Abduh Umar (arabisch محمد عبده عمر /  Muḥammad ʻAbduh ʻUmar) ist ein jemenitischer Politiker. Er ist der Leiter der Abteilung für Beratung und Orientierung (دائرة التوجيه والإرشاد) des Ständiges Komitees (al-Laǧnat ad-Dāʾima) des Allgemeinen Volkskongresses in der jemenitischen Hauptstadt  Sanaa.
Er war einer der Unterzeichner der Botschaft aus Amman (Amman Message).